# Na Mom (huyện)
Na Mom (tiếng Thái: นาหม่อม) là một huyện (amphoe) của tỉnh Songkhla, miền nam Thái Lan.

## Lịch sử
Ban đầu đây là tambon Thung Phra Khian (ทุ่งพระเคียน) của Hat Yai, và đã đổi thành tambon Na Mom năm 1943. Ngày 30 tháng 4 năm 1981, đơn vị này đã được lập thành tiểu huyện (king amphoe) Na Mom, cùng với 3 tambon từ Hat Yai. Đơn vị này đã được nâng cấp thành huyện ngày 4 tháng 7 năm 1994.

## Địa lý
Các huyện giáp ranh (từ phía bắc theo chiều kim đồng hồ) là: Mueang Songkhla, Chana và Hat Yai.

## Hành chính
Huyện này được chia thành 4 phó huyện (tambon), các đơn vị này lại được chia ra thành 29 làng (muban). Không có khu vực thành thị (thesaban) ở huyện này, có 4 Tổ chức hành chính tambon.
| STT. | Tên          | Tên Thái | Số làng | Dân số |  |
| ---- | ------------ | -------- | ------- | ------ |  |
| 1.   | Na Mom       | นาหม่อม   | 10      | 7.537  |  |
| 2.   | Phichit      | พิจิตร     | 6       | 4.343  |  |
| 3.   | Thung Khamin | ทุ่งขมิ้น    | 7       | 4.986  |  |
| 4.   | Khlong Rang  | คลองหรัง  | 6       | 4.084  |  |